# Murina tenebrosa
Murina tenebrosa — вид ссавців родини лиликових.

## Проживання, поведінка
Країна поширення: Японія. Цей вид відомий тільки по типовому зразку, зібраному в 1962 році з острова Цусіма. Вид може бути вимерлим.

## Загрози та охорона
Існує лише невелика ділянка недоторканого лісу на Цусімі, але дуже мало печер доступні для ночівель.